# Eublemma aurantiaca
Eublemma aurantiaca is een vlinder van de familie van de spinneruilen (Erebidae). De wetenschappelijke naam van deze soort is voor het eerst voorgesteld door George Francis Hampson in een publicatie uit 1910.

## Verspreiding
De soort komt voor in tropisch Afrika waaronder Burkina Faso, Sierra Leone, Ivoorkust, Ghana, Nigeria, Sao Tomé en Principe, Gabon, Ethiopië, Oeganda, Kenia, Tanzania, Zambia, Malawi, Mozambique, Zimbabwe, Zuid-Afrika en Madagaskar.

## Waardplanten
De rups leeft op Solanum tuberosum (Solanaceae).